# سلبی، یورکشایر
latitudeسلبی، یورکشایرlongitudeسلبی، یورکشایر
سلبی (به انگلیسی: Selby) یک منطقهٔ مسکونی در انگلستان است که در یورکشایر و هامبر واقع شده‌است.

## خصوصیات
سلبی ۱۳٬۰۱۲ نفر جمعیت دارد.